# Petroleumkachel
Een petroleumkachel is een kachel die petroleum (kerosine) als brandstof gebruikt. Petroleumkachels hebben meestal een ingebouwd brandstofreservoir en lozen in veel gevallen de verbrandingsproducten direct in de ruimte waarin zij staan opgesteld. Zij worden dan ook meestal ingezet als bijverwarming of noodverwarming bij eventuele uitval van nutsvoorzieningen. In landen waar een aardgasnet ontbreekt - zoals Japan - is er sprake van inzet als hoofdverwarming.
Het principe van de petroleumkachel is gebaseerd op een vlam afkomstig van een cilindervormige lont (kous) waarvan de onderzijde in een bad van petroleum gedompeld is. De lengte van het bovendeel bepaalt de vlamhoogte, de diameter van de kous is bepalend voor het maximale verwarmingsvermogen. Moderne kousen bestaan uit twee delen: een hittebestendig bovendeel van glasfiber vezels en een vilten of katoenen onderkant. De petroleum wordt door de capillaire werking naar de top van de kous gezogen, waar het verbrandt. Als de kachel op bedrijfstemperatuur is, zorgt de hitte ervoor dat de petroleum in het fiberglas bovendeel overgaat in de gasfase en het gas enkele millimeters boven de kous ontbrandt.
Omdat de verbrandingsgassen direct in de ruimte geloosd worden, is het van belang dat de petroleumgassen zo volledig mogelijk verbranden. Hiertoe is de cilindervormige lont geplaatst tussen een geperforeerde, en gegolfde metalen buiten- en binnencilinder, en wordt aan de onderzijde lucht aangezogen. Doordat dit samenstel in een glascilinder is geplaatst, treedt er tijdens de verbranding door de schoorsteenwerking een forse trek op. Door de gaten in de binnen- en buitencilinders vinden er wervelingen plaats, en dus treedt er een intensieve menging met de aangezogen lucht op, en loopt de temperatuur op tot 800 graden Celsius. 

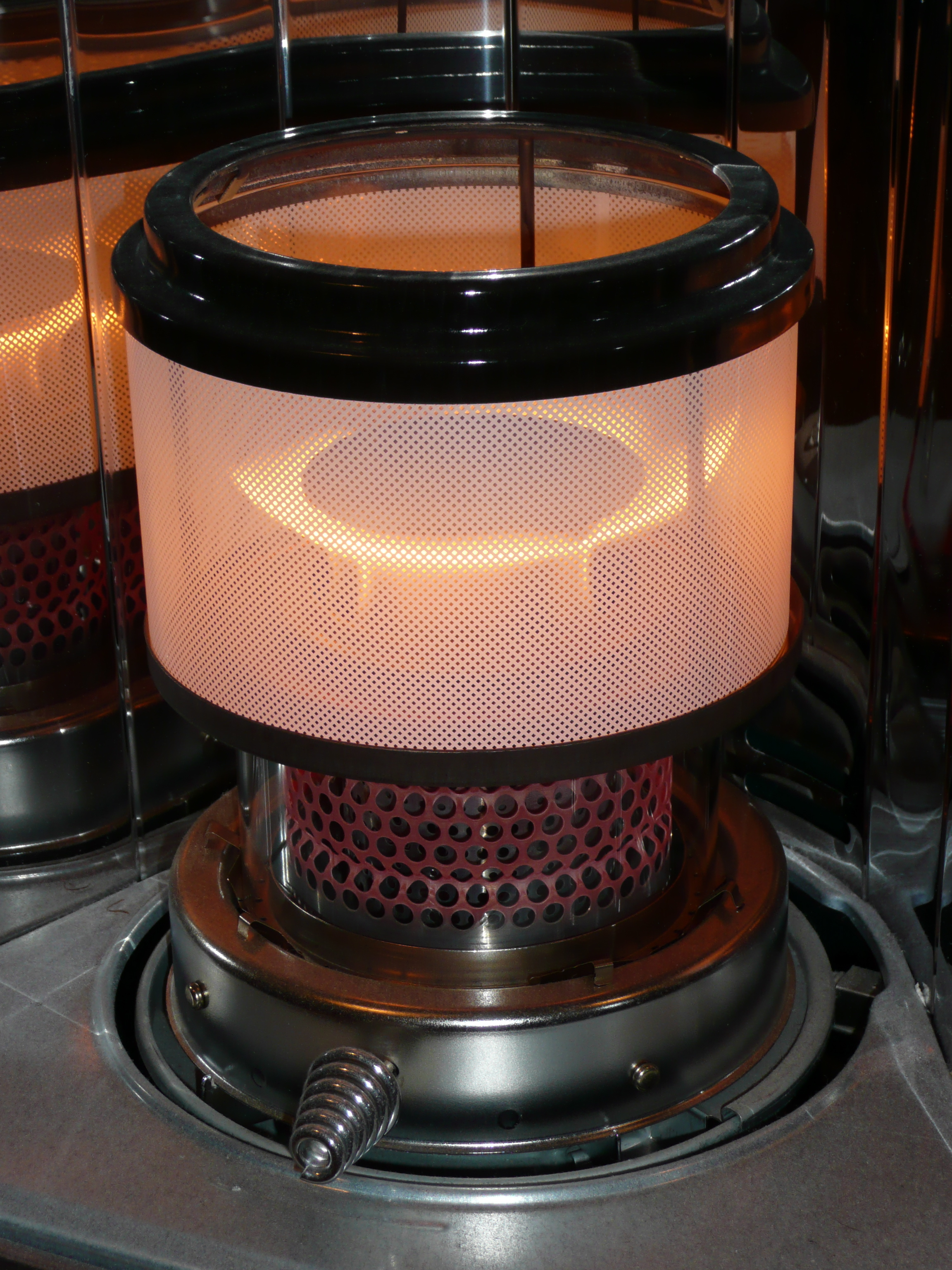

Bij sommige modellen worden de hete gassen in een tweede verbrandingsruimte nogmaals gemengd met lucht. De hete gassen die als een wervelende kolom naar boven bewegen, komen uit in een tweede, cilindervormige verbrandingskamer, met aan de onderkant luchtgaten. Door de schoorsteenwerking van de stijgende gaskolom wordt lucht aangezogen. De hete gaskolom wordt door een cirkelvormige plaat naar buiten verspreid, waardoor intensieve menging met de aangezogen lucht plaatsvindt en de temperatuur oploopt tot zo'n 1200 graden Celsius. Hierdoor is in de praktijk sprake van een zeer schone, en reukloze verbranding, met als restproducten waterdamp en kooldioxide. Geur is uitsluitend waarneembaar bij een te lage verbrandingstemperatuur, dus bij het aansteken en het doven van de kachel.
Andere verbeteringen ten opzichte van oudere constructies, zoals petroleumstellen of Aladdinkachels zijn:
- Het gebruik van elektrische ontsteking, waar door middel van een knop of hendel de vochtige lont wordt ontstoken door middel van een batterijgevoed gloei-element;
- Het toepassen van uitneembare reservoirs zodat bijvullen wordt vergemakkelijkt
- Het vervangen van de lont door een metalen verbrandingskamer, waarin de petroleum door een verstuiver wordt gemengd met lucht, en de vlamhoogte elektronisch geregeld wordt. Deze constructie is bekend onder de naam Laser, en maakt automatische temperatuurregeling en CO-beveiliging mogelijk. Nadeel van dit systeem is dat er elektriciteit nodig is, waardoor toepassing in noodsituaties of in het vrije veld minder voor de hand ligt.

## Metalen verbrandingskamers met elektronische regeling
Lontkachels lenen zich niet voor geautomatiseerde sturing en temperatuurregeling. Een tweede nadeel is het  beperkte regelbereik, het minimumvermogen bedraagt ongeveer 80% van het maximale vermogen. Elektronisch gestuurde branders kennen deze nadelen niet: Elektronisch ontsteken is geen probleem, en het minimumvermogen is ongeveer 25% van het maximale vermogen.
De werking is als volgt:

Een keramisch verwarmingselement verhit binnen 1 à 2 minuten de verbrandingskamer en de brandermat tot ver over de 300 graden Celsius. Zodra de juiste temperatuur bereikt is, pompt een ventilator lucht via een krans met gaten in de verbrandingsruimte. Vervolgens wordt door middel van een sproeier petroleum op de brandermat verstoven. De petroleum verdampt onmiddellijk, en wordt door een schijf naar de buitenkant gedwongen, waardoor alle damp gemixt wordt met lucht en verbrandt, eventueel tijdens de startfase geholpen door een bougie. In het midden van verbrandingskamer is een schijfvormig hitteschild opgenomen, die roodgloeiend wordt door de verbrandingsgassen. Door de straling wordt de verdampingskamer en de verdampte petroleum verhit en op temperatuur gehouden.
In de brander zijn veelal ook sensoren opgenomen, zoals een NTC of PTC om de temperatuur van de verdampingskamer te meten. Andere sensoren zijn: een of twee vlamdetectoren die op basis van de geleiding van stroom door de geïoniseerde gassen, in staat zijn de vlamhoogte te meten; een flowmeter waarmee het volume van de ingeblazen lucht wordt bepaald.
Afhankelijk van de fabrikant zijn er verfijningen toegepast die mogelijk worden gemaakt doordat het verbrandingsproces wordt gestuurd door een microprocessor. Een verfijning betreft het reduceren van de stank bij het uitschakelen door onverbrande petroleum, of reinigingscycli waarbij teerafzettingen als gevolg van slechte petroleum worden weggebrand door periodiek de temperatuur in de verbrandingskamer op te voeren. 
De meeste verfijningen betreffen de regeling van de ruimtetemperatuur. Door de opwarmsnelheid van de te verwarmen ruimte te correleren met het afgegeven brandervermogen en dit op te slaan, ontstaat een zelflerend systeem. Hierdoor kan de brander nauwkeuriger gemoduleerd worden waardoor er energie wordt bespaard, en op een van tevoren ingesteld moment een gegeven temperatuur kan worden bereikt.

## Onderhoud
Zuivere petroleum is een mengsel van koolwaterstoffen met een ketenlengte tussen de 12 en 15 koolstofatomen, en waarin zwavel en aromaten ontbreken. Afhankelijk van de petroleumkwaliteit komen de genoemde stoffen in meer of mindere mate voor in petroleum. Met name het gehalte aan aromaten kan meer dan 10% bedragen. 
Een andere vorm van verontreiniging wordt veroorzaakt door veroudering van petroleum. Met name blootstelling aan zuurstof of opslag bij hoge temperaturen (veelal wordt petroleum van de vorige winter bewaard tot het volgende stookseizoen) kan aanleiding geven tot het ontstaan van polymeren in de petroleum. 
Deze stoffen zorgen ervoor dat in lontkachels de bovenzijde van de lont vervuild wordt door een teerachtig residu, waardoor de vlamhoogte lager wordt, of het vlambeeld asymmetrisch wordt. Door de kachel helemaal leeg te laten branden zal de hete vlam steeds dichter bij de lont komen, waardoor het residu zal verbranden. In verband met het vrijkomen van rook en schadelijke stoffen is het aan te raden dit buitenshuis te laten plaatsvinden. Afhankelijk van de petroleumkwaliteit zal dit schoonbranden ongeveer eens in de twee- tot vierhonderd branduren moeten plaatsvinden. Het gewone gebruik, en met name het schoonbranden, zorgen ervoor dat de fiber bovenzijde korter wordt. Zodra de maximale vlamhoogte niet meer wordt bereikt, zal de lont vervangen moeten worden. In de praktijk zal dit pas nodig zijn na enkele honderden tot meer dan duizend branduren.
Bij kachels met een metalen verbrandingskamer zet teer zich af op de brandermat en de verdampingskamer. Hierdoor is de temperatuur van deze kamer niet goed meer te regelen, zodat de vlam kan gaan roeten, of de brandermat los kan raken van de bodem. In dat geval zal de brander uiteen genomen moeten worden, gereinigd, en een nieuwe mat zal met speciale keramische lijm moeten worden vastgelijmd.

### Risico's
Verkeerd gebruik van een petroleumkachel brengt risico's met zich mee. Uit zuinigheidsoverwegingen wordt vaak onvoldoende geventileerd. Zeker bij moderne woningen is de ventilatie via kieren en spleten factoren minder dan bij oudere woningen. Het gevolg is dat de luchtvochtigheid stijgt: een kachel met een verwarmingsvermogen van 2,5 kW verbruikt ongeveer 0,25 liter petroleum per uur en produceert eveneens 0,25 liter water. Een tweede gevolg is, dat bij toenemend zuurstofgebrek de verbranding onvolledig wordt en het zeer giftige koolmonoxide wordt gevormd. Moderne kachels zijn daarom zo geconstrueerd, dat zij bij een te laag zuurstofgehalte of een te hoog koolmonoxide gehalte de vlam doven. 
Eveneens uit veiligheidsoverwegingen wordt een omvalbeveiliging toegepast. Zodra het verwarmingsapparaat een bepaalde scheefstand bereikt, zal een gewicht kantelen waardoor door middel van een gespannen veer de lont onmiddellijk naar beneden getrokken wordt en de vlam dooft.
Ook uit zuinigheidsoverwegingen wordt soms bespaard op brandstofkwaliteit. De beste brandstof is een zwavel- en aromaatarme petroleum met een verhoogd vlampunt, die meestal onder een merknaam verkocht wordt. Standaard petroleum bevat echter tussen de 15 en 20% aromaten. Dit is eveneens het geval bij "zuivere petroleum" of de Belgische "lamppetroleum" (Bron?,zie hier de werkelijke specificaties voor petroleum C aan de Belgische pomp). Hoewel deze aromaten - zeker bij een naverbrander - volledig verbranden, is het niet ondenkbaar dat bij het slecht regelen van de vlamhoogte, de verbrandingstemperatuur te laag wordt, waardoor de aromaten in gasvorm het binnenmilieu aantasten. Een ander fenomeen is dat de petroleum gemengd wordt met bijvoorbeeld benzine. In dat geval dreigt, door het lage vlampunt van benzine, explosiegevaar.
Carapatiënten kunnen overgevoelig zijn voor de verbrandingsgassen die stikstof- en zwaveloxiden kunnen bevatten. Om deze redenen is het zaak bij toepassing van verplaatsbare petroleumkachels een of meer ramen op een kier te zetten.
Een voor de hand liggende vraag is of petroleumkachels ingezet mogen worden bij moderne, geïsoleerde woningen. In de praktijk is de inzetbaarheid dan juist beter dan bij oude woningen. Door de goede isolatie kan het vermogen van de kachel sterk worden beperkt, ook bij ruime ventilatie. Hierdoor is de vochtproductie lager dan bij gebruik in oude woningen. Een tweede verschil is dat de temperatuur van de binnenwanden van moderne woningen hoger is dan bij oude woningen. Hierdoor is het risico op condensatie op de wanden nagenoeg nihil. 
Vermijd het gebruik van een lontkachel zonder dat er toezicht is (bijvoorbeeld 's nachts als iedereen slaapt). Bij woningen met zgn. balansventilatie is het gebruik van petroleumkachels eveneens af te raden omdat de ventilatie hier slechter is dan bij conventionele geforceerde ventilatie: de lucht wordt op een beperkt aantal punten in de ruimte ingeblazen, en er is een kans op dode hoeken.